# Забегаловка (фильм)
«Забегаловка» (англ. Diner) — комедия, драма, дебютный полнометражный фильм режиссёра Барри Левинсона. Номинация на «Оскар» и «Золотой глобус».

## Сюжет
Действие происходит в Балтиморе в 1959 году. Сюжет рассказывает о группе друзей-одноклассников, которые собираются в закусочной и «торчат» там по вечерам. Они обсуждают проблемы связанные с девушками, спортом, азартными играми и прочими своими «повседневными делами». Всё то, что не даёт спокойно жить, когда тебе уже перевалило за двадцать.
У Эдди появилась невеста и скоро его жизнь должна круто измениться. Друзья проводят последние дни своей молодости перед порогом взрослой, самостоятельной жизни.

## В ролях
- Стив Гуттенберг — Эдвард Симмонс
- Дэниэл Стерн — Лоренс Шрайбер
- Микки Рурк — Роберт «Буги» Шефтелл
- Кевин Бейкон — Тимоти Фенвик
- Тим Дейли — Уильям Говард
- Эллен Баркин — Бет Шрибер
- Пол Райзер — Моделл
- Кэтрин Даулинг — Барбара
- Майкл Такер — Бейгл
- Джессика Джеймс — миссис Симмонс
- Джон Аквино — Тэнк
- Ричард Пирсон — Дэвид Фрейзер
- Тэйт Рупперт — Метан
- Том Тамми — Ховард
- Марк Марголис — эпизод

## Премии и номинации
- 1983 — номинация на премию «Оскар» за лучший оригинальный сценарий (Барри Левинсон).
- 1983 — номинация на премию Золотой глобус за лучший фильм — комедию или мюзикл.
- 1983 — премия Национального общества кинокритиков США за лучшую мужскую роль второго плана (Микки Рурк).
- 1983 — номинация на премию Гильдии сценаристов США за лучшую оригинальную комедию (Барри Левинсон).

В этом фильме свои первые роли в кино сыграли Эллен Баркин и Пол Райзер.